# Myoxanthus simplicicaulis
Myoxanthus simplicicaulis là một loài thực vật có hoa trong họ Lan. Loài này được (C.Schweinf.) Luer mô tả khoa học đầu tiên năm 1982.